# Svefaktura
Svefaktura är en standard för elektronisk utväxling av fakturor för att fakturera myndigheter och staten, som baseras på standarden Universal Business Language (UBL från OASIS). Sveriges Kommuner och Regioner (SKR, tidigare Kommunförbundet) och Ekonomistyrningsverket samverkar kring standarder för e-handel inom ramen för Single Face To Industry (SFTI) som tagit fram standarden. Tanken med Svefaktura är att den skall vara enkel och ekonomisk att införa utan att det behövs särskilda överenskommelser mellan parterna. Svefaktura är ett komplement till mer avancerade former av e-handel som rekommenderas av SFTI.
Ekonomistyrningsverket (ESV) har också ställt sig bakom Svefaktura och sedan den 1 juli 2008 skall svenska statliga myndigheter hantera fakturor elektroniskt. Svefakturan är statens standard för e-fakturor enligt en föreskrift som Verket för förvaltningsutveckling (Verva) utfärdat efter förslag från ESV under 2005. ESV ansvarade på regeringens uppdrag från december 2006 till augusti 2008 för att leda och samordna statens införande av e-faktura.
Användningen av Svefaktura 1.0 ska upphöra per 1 april 2021 till förmån för den Europeiska standarden PEPPOL (Pan-European public procurement online).

## Teknisk implementation
Svefakturameddelandet är en delmängd och en anpassning av Universal Business Language (UBL) och delar av ebXML. Kärnan är SFTI BasicInvoice, ett XML-dokument som innehåller en begränsad mängd information men ändå tillräckligt för att uppfylla relevanta lagkrav. Detta baseras på UBL-standarden.
Svefaktura kan överföras på olika sätt. SFTI har tagit fram en transportprofil baserat på ebXML Messaging Services för att kunna överföra Svefaktura över Internet utan behov av VAN-tjänster (engelska: Value Added Network, svenska: VärdeAdderande Nätverk). BasicInvoice bakas då in i ett SOAP-kuvert och paketeras med eventuell kompletterande information såsom exempelvis en specifikation i ett MIME-meddelande. Detta meddelande sänds sedan till en webbtjänst som synkront returnerar ett svar i form av en ebXML-kvittens.
SFTI har tagit fram en mycket omfattande dokumentation av standarden som omfattar handledning och exempelsamling. Via Svefakturas webbplats finns allt material tillgängligt och dessutom kan en webbaserad verifieringstjänst användas för kvalitetssäkring. Ett sextiotal standardsystem har idag stöd för Svefaktura. Via webbplatsen finns kompletterande teknisk dokumentation för närliggande tekniska standarder för hantering av bilagor med mera.
SFTI har samverkat med flera andra länder kring vidareutveckling utifrån Svefakturan och motsvarande initiativ i våra grannländer, bland annat inom projektet Northern European Subset (NES) där Danmark, Norge, Finland, Island och Storbritannien deltog för att ta fram gemensamma standarder för e-faktura och enklare former av e-handel.